# Tulstrup Sogn (Aarhus Kommune)
56°01′41″N 10°08′41″Ø / 56.0281°N 10.1448°Ø
 For alternative betydninger, se Tulstrup Sogn. (Se også artikler, som begynder med Tulstrup Sogn)
Tulstrup Sogn er et sogn i Århus Søndre Provsti (Århus Stift).
I 1800-tallet var Tulstrup Sogn anneks til Astrup Sogn. Begge sogne hørte til Ning Herred. Sammen med Hvilsted Sogn i Hads Herred, begge i Aarhus Amt, udgjorde de Astrup-Tulstrup-Hvilsted sognekommune. Den dannede i 1963 Solbjerg Kommune sammen med Tiset sognekommune fra Ning Herred. Solbjerg Kommune blev ved kommunalreformen i 1970 indlemmet i Aarhus Kommune.
I Tulstrup Sogn ligger Tulstrup Kirke.
I sognet findes følgende autoriserede stednavne:
- Askkrog (bebyggelse)
- Bregnhøj (areal)
- Hinnedrup (bebyggelse, ejerlav)
- Pederstrup (bebyggelse, ejerlav)
- Storebjerg (bebyggelse)
- Tulstrup (bebyggelse, ejerlav)
- Østergård (ejerlav, landbrugsejendom)